# NGC 5817
NGC 5817 (również PGC 53567) – galaktyka soczewkowata (S0), znajdująca się w gwiazdozbiorze Wagi. Odkrył ją w 1886 roku Ormond Stone.